# Brandon De Wilde
Brandon De Wilde (ur. 9 kwietnia 1942 w Brooklynie, zm. 6 lipca 1972 w Denver) – amerykański aktor filmowy i telewizyjny.
Został uhonorowany Złotym Globem, a także nominowany do Oscara. Znalazł się również na 47. miejscu AFI’s 100 Years…100 Movie Quotes sporządzonej w 2005 przez Amerykański Instytut Filmowy.
Zginął w wypadku samochodowym.

## Filmografia
Seriale TV
- 1948: The Philco Television Playhouse
- 1962: Combat! jako Wilder
- 1968: Hawaii 5-0 jako Arnold Potter
- 1970: The Young Rebels jako młody Nathan Hale

Filmy
- 1953: Jeździec znikąd jako Joey Starrett
- 1962: Wszystkie mu ulegają jako Clinton Willart
- 1965: Wojna o ocean jako chorąży Jeremiah Torrey
- 1972: Wild in the Sky jako Josh